# Крамм, Бруно
Бруно Крамм (нем. Bruno Kramm; родился 13 октября 1967 года, Мюнхен, ФРГ) — немецкий музыкант, один из создателей известного немецкого дуэта Das Ich, лейбла Danse Macabre Records, готик-клуба Generation Gothic. Оказал влияние на развитие готической культуры в Германии, в том числе возникновению и развитию жанра Neue Deutsche Todeskunst. Продюсировал записи многих известных немецких групп, в записи нескольких альбомов участвовал в качестве приглашённого музыканта. В феврале 2012 года занялся политической деятельностью, присоединившись к политической партии «Союз 90/Зелёные». Наиболее известен благодаря своему необычному сценическому имиджу, в частности, прическе в виде «дьявольских рогов».

## Начало музыкальной карьеры
Закончил государственную гимназию экономических и общественных наук (нем. Wirtschafts- und Sozialwissenschaftliche Gymnasium, сокр. WWG) в Байройте. Ещё в период учёбы, в 1984 году начал музыкальную деятельность в составе проекта Decorated Style. По окончании гимназии, в 1986 году основал свой первый полноценный музыкальный проект Fahrenheit 451 (впоследствии был переименован в Alva Novalis). В рамках данного проекта постепенно начинает формироваться звук, который впоследствии определит звучание Das Ich, но на данном этапе композиции Alva Novalis издаются лишь на музыкальных сборниках.
В том же 1986 году Крамм знакомится со Штефаном Акерманом в байройтском ночном клубе Crazy Elephant («Бешеный слон»). В 1987 году они создают проект Dying Moments, к которому впоследствии присоединились Штефан Пикль и Петер Мейер. Стиль группы сформировался как нечто среднее между электронной и панк-музыкой. Тексты песен были написаны на немецком, английском, французском и латинском языках. Были записаны две аудиокассеты, но большого внимания они не привлекли.

## Известность

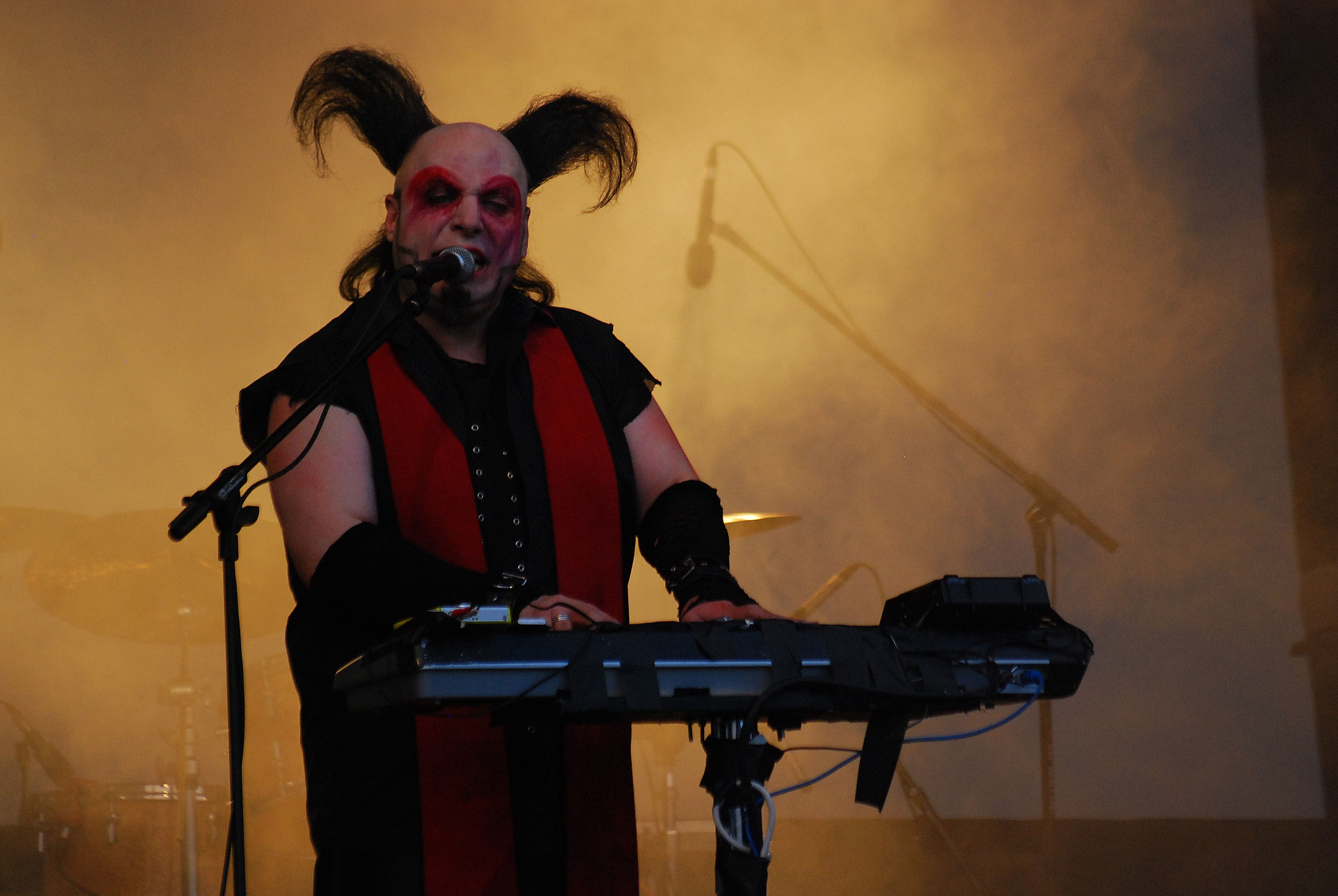
Крамм во время выступления на фестивале в Польше в июле 2010 года

В 1988 году Крамм и Акерман записывают демо-версии композиций (например, «Lügen und Das Ich», «Sodom und Gomorrha» или «Gottes Tod»), с которых впоследствии начнётся их новый проект — Das Ich. В 1989 они его официально создают. В новом проекте Крамм занимался написанием музыки и бэк-вокалом, Акерман — текстами и основным вокалом. В том же 1989 году Крамм и Норберт Юхас основывают готик-лейбл Danse Macabre Records для развития готической культуры в Германии. Danse Macabre становится основным лейблом проекта Das Ich.
Начиная с 90-х годов Крамм продюсировал записи многих известных впоследствии групп: Atrocity, Illuminate, Saviour Machine, Die Schinder, Distorted Reality, Ancient Ceremonies, Sanguis et Cinis, In Strict Confidence, Placebo Effect, Relatives Menschsein, Printed at Bismarck’s Death, Ghosting, Cyan Kills E.Coli, Collide, Dark Diamonds, Dorsetshire, Felsenreich и Tilt!, а также принял участие в записи нескольких альбомов в качестве приглашённого музыканта и сопродюсера (например, альбом Lycia Кристиана Дёрге или альбом Salvation группы Rozencrantz).
В 2001 году вышел дебютный альбом Coeur сайд-проекта Крамм под соответствующим названием Kramm. В 2006 году Крамм становится колумнистом, ведущим собственную колонку Krimskram(m)s в немецком журнале Zillo, посвящённом тяжёлой и мрачной музыке.

## Политическая деятельность

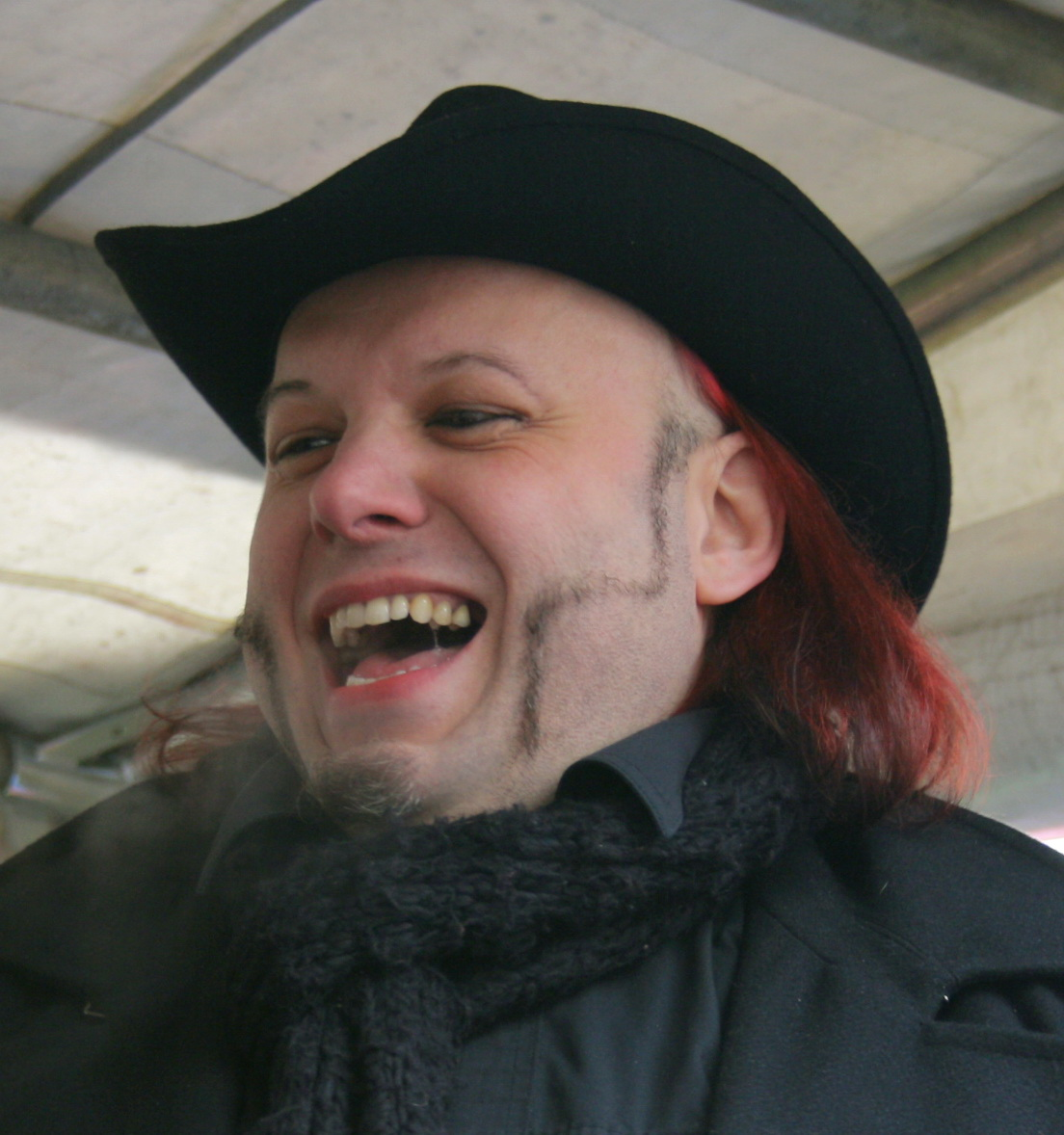
Крамм на акции протеста в Мюнхене против принятия ACTA в феврале 2012 года

В конце февраля 2012 года Крамм вступил в политическую партию «Союз 90/Зелёные». Перевёл на немецкий и записал перевод к обращению «Что такое ACTA?», распространяемому движением Anonymous. Себя позиционирует как «Зелёный пират», выступая за свободу информации, отказ от цензуры, борьбу с наркотрафиком и защиту животных.
24.04.2016 в Берлине полиция задержала главу столичного отделения Партии пиратов Бруно Крамма за то, что он процитировал стихотворение Ян Бёмермана, оскорбляющее турецкого президента Эрдогана.